# Sidney M. Wolfe
Sidney Manuel Wolfe (n. 12 iunie 1937, Cleveland, Ohio, SUA – d. 1 ianuarie 2024, Washington, D.C., District of Columbia, SUA) a fost un medic american și coo-fondator și director al Public Citizen 's Health Research Group, o organizație de lobby pentru promovarea consumatorilor și a sănătății.  El a făcut cruciada publică împotriva multor medicamente farmaceutice, pe care le credea a fi un pericol pentru sănătatea publică.

## Tinerețe si educație
Wolfe s-a năsscut la Cleveland pe 12 iunie 1937. Tatăl său era inspector de securitate la locul de muncă pentru Departamentul Muncii, iar mama lui era profesoară de engleză. 
În 1959, a primit o licență în inginerie chimică de la Universitatea Cornell. În timp ce lucra la un loc de muncă de vară, a suferit de arsuri de gradul I de la acid fluorhidric care l-au făcut să decidă să nu mai urmeze chimia drept carieră. În 1965, a primit o diplomă de medicină de la Western Reserve University (acum Case Western Reserve University). S-a antrenat sub Benjamin Spock. 

## Carieră
După ce și-a câștigat diploma de medicină la Case Western Reserve University, Cleveland, Ohio, Wolfe a finalizat un stagiu și rezidențiat în medicină internă. Începând cu 1966, a cercetat coagularea sângelui și alcoolismul la National Institutes of Health. El l-a întâlnit pe avocatul consumatorilor Ralph Nader la Washington, DC, la o întâlnire a Asociației Americane a Pacienților și l-a sfătuit pe Nader cu privire la problemele de sănătate din Statele Unite. Wolfe a fondat împreună cu Nader organizația de lobby al consumatorilor Health Research Group în 1971 și a fost directorul acesteia până în 2013, când a demisionat și a devenit consilier principal al acesteia.  În 1995, a devenit profesor adjunct de medicină internă la Case Western Reserve University School of Medicine.
Timp de mai bine de 30 de ani, Wolfe a militat pentru ca propoxifenul (Darvon, Darvocet) să fie eliminat de pe piața americană, deoarece poate provoca aritmii cardiace. În 2009, un grup consultativ al Administrației pentru Alimente și Medicamente (FDA) din SUA a recomandat retragerea acestuia de pe piață.  Recomandarea de a interzice medicamentul nu a fost în cele din urmă respectată și, în schimb, producătorii au fost obligați să pună etichete de avertizare suplimentare pe ambalaj. În 2009, Wolfe a fost numit în Comitetul de management al riscului și siguranța medicamentelor al FDA.   Pe 19 noiembrie 2010, FDA a recomandat împotriva prescrierii și utilizării în continuare a propoxifenului. 
Alte medicamente împotriva cărora Wolfe a militat includ Yaz, Yasmin,  Phenacetin, Oraflex, Zomax, Vioxx,  Baycol  și multe altele.
Wolfe a fost intervievat la televizor de Phil Donahue, Barbara Walters, Bill Moyers  și Oprah Winfrey și a scris pentru Huffington Post. 
Wolfe a fost membru al Societății de Medicină Internă Generală.
Wolfe a murit din cauza unei tumori pe creier la 1 ianuarie 2024, la vârsta de 86 de ani. 

## Premii
- Programul MacArthur Fellows (1990)

## Viață personală
Wolfe a fost căsătorit mai întâi cu Ava Albert. Împreună au avut patru copii. Căsătoria s-a încheiat prin divorț. În 1978, s-a căsătorit cu Suzanne Goldberg, psiholog clinician și artist. 

## Lucrări

### Cărți
- Off Diabetes Pills: A Diabetic's Guide to Longer Life (1978) cu Rebecca Warner; Grupul de Cercetare în Sănătate
- Pastile care nu funcționează: un ghid pentru consumatori și medici pentru peste 600 de medicamente eliberate pe bază de prescripție medicală care nu au dovezi de eficacitate; Farrar, Straus &amp; Giroux; Ediție revizuită (1981), cu Christopher M. Coley & Health Research Group
- Worst Pills, Best Pills: A Consumer's Guide to Avoiding Drug-Induced Death or Illness (1990), cu Larry D. Sasich și Peter Lurie; Cărți Galerie
  - Worst Pills Best Pills II: Ghidul pentru adulți în vârstă pentru evitarea morții sau bolii induse de droguri: 119 pastile pe care nu ar trebui să le utilizați: 245 alternative mai sigure (1993), cu Rose-Ellen Hope, Paul D. Stolley și grupul de cercetare în sănătate
  - Cele mai proaste pastile, cele mai bune pastile (ediția din 1999)
  - Cele mai proaste pastile, cele mai bune pastile (2005), Simon & Schuster ,ISBN: 978-0-7434-9256-0
- Secțiuni cezariane inutile: vindecarea unui raport național de epidemie pentru Illinois, cu Mary Gabay și Public Citizen Group (1994)
- Doctori îndoielnici; Disciplinat de state sau de guvernul federal; Public Citizen Health Research Group; ediția 1996
  - 2.815 Medici discutați; Disciplinat de guvernele de stat și federale, regiunea 4: California, Hawaii, cu Phyllis McCarthy, John Paul Fawcett și Benita Marcus Adler; Grupul de Cercetare în Sănătatea Cetățeanului Public; ediția 2002

### Articole, capitole de carte
- „Incercari neetice ale intervențiilor pentru a reduce transmiterea perinatală a virusului imunodeficienței umane în țările în curs de dezvoltare”, în: Bioetică: o antologie (2006), editori: Helga Kuhse, Peter Singer, Wiley Blackwell,ISBN: 978-1-4051-2948-0

## Filme
- Certain Adverse Events (2012), film documentar (Wolfe ca intervievat)

## Lincuri externe
- Site-ul Public Citizen
- Cele mai proaste pastile Cele mai bune pastile
- Apariții pe C-SPAN
- „Health Talk: Doctors Online”, Washington Post, Abigail Trafford, 6 iulie 1999